# Aşıkzülali
Aşıkzülali (oude benaming: Suskap) is een van de 49 dorpen in het district Posof in het oosten van Turkije.